# Casa Pico de Velasco
La Casa Pico de Velasco es una casona noble montañesa situada en el barrio de Angustina en Carasa, en el municipio español de Voto (Cantabria).

## Historia
Es una antigua casa-torre medieval que perteneció desde la Edad Media a la Casa de Velasco, hasta que Pedro Fernández de Velasco, camarero mayor del rey, decidió donarla a su hijo ilegítimo Pedro de Velasco en su testamento de 1382.
Seis años después de morir su padre, en el sitio de Lisboa (1384), Pedro de Velasco vendió la casa a la familia de Ruy Martínez de Solórzano el 22 de enero de 1390 en un contexto de estabilización de territorios entre bandos-linajes nobles en la zona de Trasmiera, enajenando así lo que la propia familia Velasco consideraba como la cuna de su Linaje. Este origen leyendario del Linaje en Carasa también consta en el libro de Lope García de Salazar Bienandanzas y fortunas a finales del siglo XV:

«El fundamento de la Casa de Velasco fue su comienzo de un caballero de los godos, que sucedió de los godos que arribaron en Santoña, que pobló en Carasa, que fijo alli sus palacios…».

La Casa del Pico Velasco da vida a muchas leyendas de desembarcos porque, hasta la desecación de las marismas en el siglo XX, la casa se encontraba en un lugar estratégico : a pocos metros de la orilla del mar, con una vista panorámica sobre toda la desembocadura del Asón, coincidiendo con el estrechamiento de la ría. Pero existen muchos más orígenes posibles del apellido, del linaje así como de su etimología que por ejemplo, Luis Varona de Saravia relaciona con "un caballero que pobló que traía el farol de la flota, cerca de Carasa, e façiendo allí su casa, pússole por nombre Velasco, que quiere decir el nombre de faro o farol”. No parece absurdo la teoría del faro al indicar a los barcos el punto de salida terrestre para el Camino Real hacia la meseta. 
El 12 de abril de 1468, Ruy Martínez de Carasa, que fue nieto del comprador Ruy Martínez de Solórzano, hace "donación y traspaso" de la "Casa llamada de los Godos" à Diego Roíz (de Velasco). No se sabe si Diego Roíz es un pariente de alguna rama de la Casa de Velasco (que ha sido imposible identificar hasta hoy), o si es Diego el propio hijo de Ruiz Martínez de Carasa que se apoda "Ruiz de Velasco" al ser Ruiz=hijo de Ruy y por el hecho de ocupar la casa solar de Velasco durante tres generaciones. Para el poeta y genealogista del Siglo XVI - Juan Arce de Otálora - , no cabe duda de que no vino nadie del linaje Velasco a vivir a Carasa, sino que resultó  de un cambio de apellido de la familia Carasa que ya había cambiado de apellido un primera vez (Solórzano->Carasa) en la generacio anterior : 

«Diego Ruiz de Carasa, en vida de su padre, hubo el solar y por él se llamó Diego Ruiz del Velasco porque vivía en él y así perdió el nombre de Carasa y se llamó de Velasco.»
Suma y breve descripción de casas notables fundaciones de casas y solares monasterios en las Asturias de Santillana. Juan Arce de Otalora. Siglo XVIII, (pág 37 y 38). 

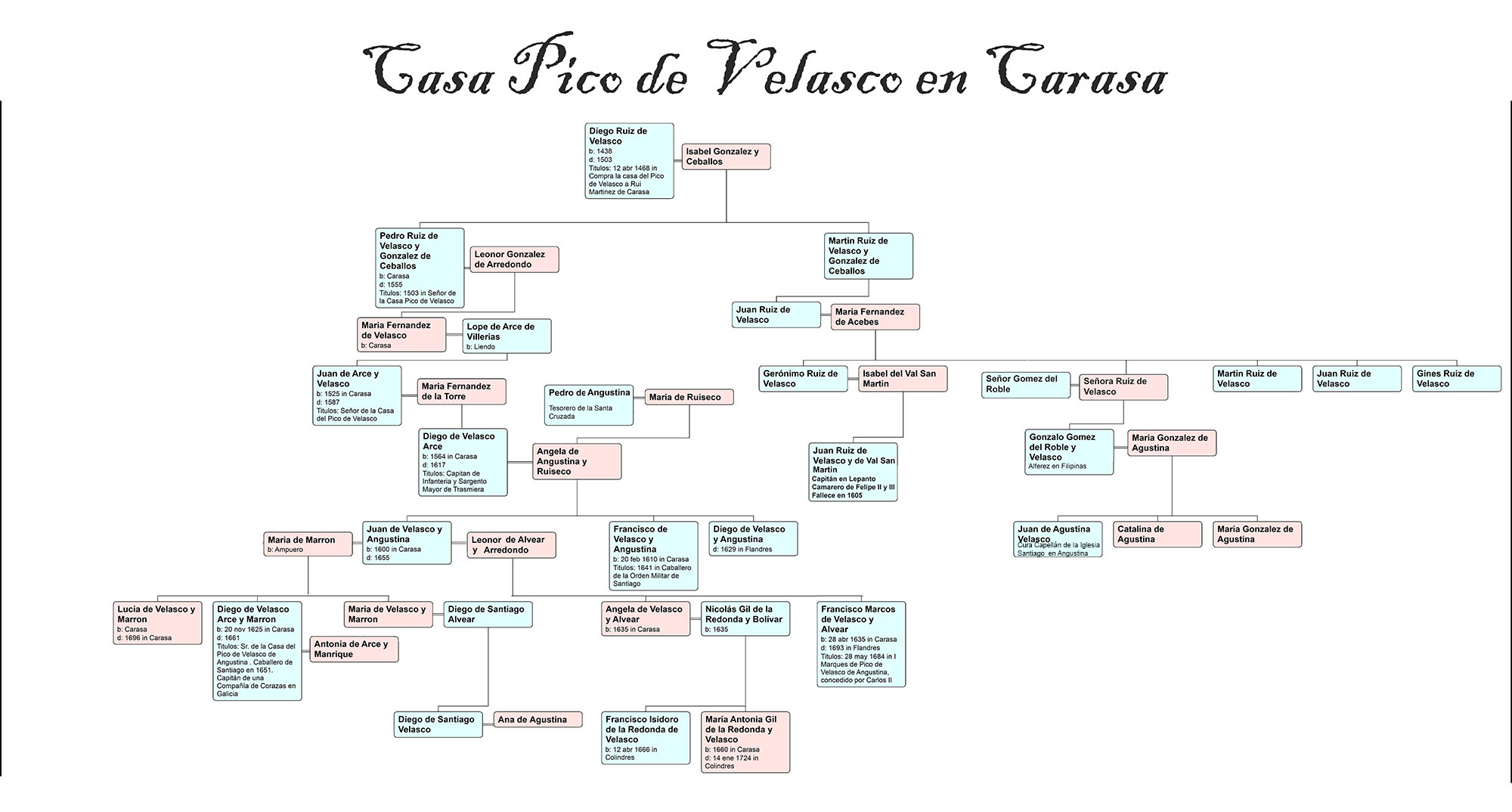
Árbol genealógico de Velasco en Carasa.

Diego Ruiz de Velasco tiene dos hijos: Pedro que se queda en Carasa y Martin cuya descendencia se establece en Auñon. La legitimidad de esta Casa de Pico de Velasco será cuestionada y disputada a lo largo de los siglos, no solamente entre sus descendientes, sino también por el propio Condestable de Castilla que la reconoce oficialmente pero no deja de pleitear a sus ocupantes por "quiebra de varón" para recuperar la cuna del linaje extraviada por un descuido. Ya desde principios del siglo XVI, cuando Pedro Ruiz fallece sin descendencia masculina, el Condestable de Castilla ofrecía 40.000 ducados de renta a Juan Ruiz de Velasco, sobrino de Pedro,  para que fuese "tronco y no rama" de la Casa Pico de Velasco, oferta que rechazó. 
Esta rama de Martin Ruiz de Velasco parece alejarse de la Casa del Pico en Carasa: el hijo de Martin: el licenciado Juan Ruiz de Velasco persigue su ascensión social en la Corte de Castilla. Un nieto de este Juan: Juan Ruiz de Velasco y Val San Martín, que es capitán de galera en Lepanto y camarero de Felipe II y Felipe III reivindica su señorío en la Casa del Pico, en su testamento e inventario de bienes de 1605, donde se pretende "Señor de la torre y solar de Velasco que esta en la villa de Carasa en el valle de Trasmiera y Junta de Voto" à pesar de no ser residente en Carasa. 

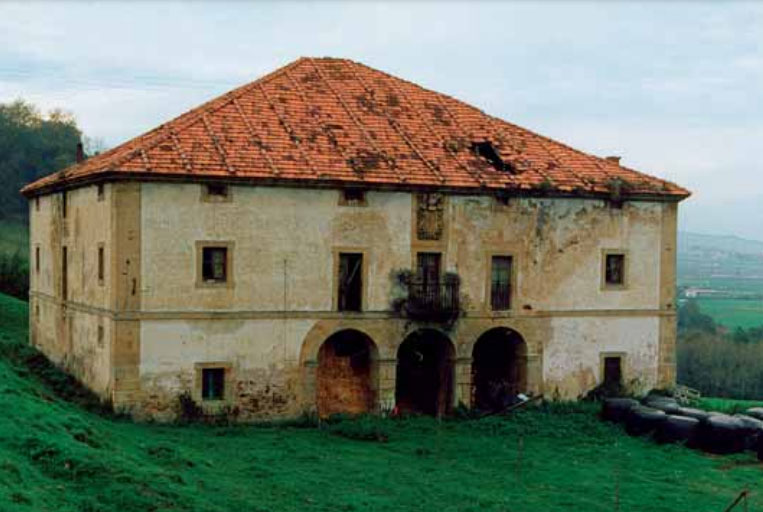
Casa Pico Velasco antes de la reforma.

Pedro Ruiz de Velasco, rama "autóctona" de la Casa del Pico, casa su hija María Fernández de Velasco con Lope de Arce y Villarías. El hijo de este matrimonio: Juan de Arce y Velasco mantiene el apellido Velasco por su hijo Diego de Velasco y Arce que permuta los dos apellidos paternos. Diego es bisabuelo de Francisco Marcos de Velasco y Alvear , nacido en Carasa, que fue gobernador en Flandes. Francisco Marcos encarga al cantero Pedro Gómez de Ruiseco que había realizado también casas de Alvear-Salazar y de Alvear en San Pantaleón de Aras, la renovación de la Casa del Pico en 1653. El resultado fue una casona imponente de planta cuadrangular de piedra de sillería, con dos plantas y tejado a cuatro aguas. La planta baja es majestuosa con tres arcos de medio punto que precede al soportal. En la planta superior, sobre la arquería de la primera planta, se dibujan tres vanos rectangulares con un balconeo enrejado el del centro de la fachada está coronado con el escudo  de armas de Arce y de Velasco. Francisco Marcos fue recompensado con título de marqués del Pico de Velasco, el 22 de mayo de 1684, por Carlos II tras una deslumbrante carrera militar y política en Flandes pero no tuvo hijos. Al quedar sin descendencia masculina por segunda vez esta rama, recayó el Marquesado del Pico Velasco en su hermana Dionisia de Velasco y Alvear que nació en la Casa del Pico. Dionisia, al casarse con Juan Muñoz de Rada, se traslada a Entrambasaguas donde nace su descendencia, pero sigue la Casa del Pico en posesión de varias generaciones de marqueses hasta finales del siglo XX. La casa cambió de propietario en varias ocasiones hasta caer en la ruina y formar parte de la Lista roja de patrimonio en peligro.

## Polémica sobre su restauración
La casona fue adquirida en 2012 por un industrial alemán y recuperada con fines turísticos. La fuerte inversión permitió una gran calidad en la obra pero dando lugar a una casa tipo Matrioshka, donde se realizó una reparación de los muros originales de piedra y se colocó en su interior, de manera exente, una caja de hormigón y vidrio y con una cubierta inclinada de zinc que rompía completamente el estilo arquitectónico de las casonas de Cantabria. 
Es por ello que en febrero de 2020, la Casa de Pico Velasco es incluida en la Lista Negra del Patrimonio elabora la asociación Hispania Nostra por la pérdida de los valores esenciales de forma irreversible. Se considera que, a pesar de que «la actuación (de restauración) llevada a cabo obliga a la salida de este edificio de la Lista Roja, sin embargo el comité considera que han olvidado la historia e idiosincrasia del inmueble y omitido  todas las visiones fundamentales del conocimiento y comportamiento de la construcción tradicional (historia del arte, paisaje, arqueología, restauración…). Esta totalmente descompensada la actuación actual o moderna en relación al viejo edificio que pasa a un segundo plano, cuando se contempla la parte patrimonial desaparece tapado por el impacto del hormigón, cuyo resultado es un proyecto poco respetuoso».